# Tito Edralin Pasco
Tito Edralin Pasco y Esquillo (* 4. Januar 1930 in Balasan; † 11. November 2008) war ein philippinischer Geistlicher und Metropolit (Obíspo Máximo) der Unabhängigen Philippinischen Kirche (Iglesia Filipina Independente).

## Biografie
Der Sohn einer Bauernfamilie begann nach dem Ende des Zweiten Weltkrieges unter schwierigen Bedingungen ein Studium der Theologie. Am 24. Mai 1957 erfolgte seine Ordination zum Priester der Unabhängigen Philippinischen Kirche (Iglesia Filipina Independente), die 1902 von Gregorio Aglipay gegründet wurde.
Am 31. März 1964 wurde er zum Bischof geweiht und nahm als solcher 1986 am Internationalen Kongress der Altkatholischen Kirche in Münster teil. Als starker Förderer der Ökumenischen Bewegung war er auch Mitglied des Zentralkomitees des Ökumenischen Rates der Kirchen.
1989 wurde er als Nachfolger von Solimán Ganno Leitender Bischof (Metropolit) der Iglesia Filipina Independente und übte dieses Amt bis zu seiner Ablösung durch Alberto Ramento 1993 aus. In dieser Funktion war er 1990 Teilnehmer an den Feierlichkeiten zum hundertjährigen Bestehen der Utrechter Union der Altkatholischen Kirchen.
Nach dem Ende seiner Amtszeit als Leitender Bischof war er bis zu seinem Eintritt in den Ruhestand 1998 Bischof der Diözese Romblon and Mindoros.